# 라울 마그랭베르느레
라울 마그랭베르느레(Raoul Magrin-Vernerey, 1892년 2월 7일 ~ 1964년 6월 3일) 또는 더 잘 알려진 이름인 랄프 몽클라르(Ralph Monclar)는 프랑스의 군인이다.

## 생애
제1차 세계 대전, 제2차 세계 대전, 한국 전쟁에 프랑스 육군의 장교로 활약했으며, 한국 전쟁에 참전하기 위해 중장에서 중령으로 자진 강등하였다. 제2차 세계대전 당시 자유 프랑스의 군대와 한국 전쟁 당시 프랑스 대대를 이끈 것으로 유명하다.

## 상훈
- 태극무공훈장 (1952-11-04)

## 같이 보기
- 지평리 전투